# غاليش
غاليش (بالإنجليزية: Galesh) هو نوع تقليدي من الأحذية في إيران، يُنسَج يدويًا باستخدام أقمشة مُحددة. كان يُرتدى في إيران قبل أن تصبح الأحذية الحديثة شائعة، وخاصة في محافظات شمال إيران. ولا يزال يُصنع حتى اليوم، ولكن ضمن فئة الحرف اليدوية والمنتجات الثقافية. في الهند، يُطلق على نوع مشابه من الأحذية اسم الموجاري أو الجُتي.